# Draba tomentosa
Draba tomentosa là một loài thực vật có hoa trong họ Cải. Loài này được Clairv. mô tả khoa học đầu tiên năm 1811.